# Strnadové z Tryskovic
Strnadové z Tryskovic byli český šlechtický rod.

## Historie
Písemně doloženým prvním příslušníkem tohoto rodu byl Jakub Strnad, jemuž byl císařem Ferdinandem I. dne 10. ledna 1530 v Českých Budějovicích udělen erb a povolení užívání predikátu z Tryskovic.
Ves Tryskovice (roku 1167 v listinách uváděna jako Trizcouici, roku 1273 Srriskowicz, roku 1410 Tryskowicz a roku 1558 jako Třiškovice) je roku 1512 uváděna jako pustá. Pod názvem Struskovice je zaznamenána na začátku 16. století za majitele pražského konšela Matěje Strnada z Tryskovic, který vlastnil nedaleké Hovorčovice.  Kateřina z Pitkovic kolem roku 1530 prodala Matěji Strnadovi z Tryskovic tvrz v Pitkovicích. Tryskovickou část pak roku 1532 prodal za 300 kop grošů mochovskému rychtáři Bartoňovi.

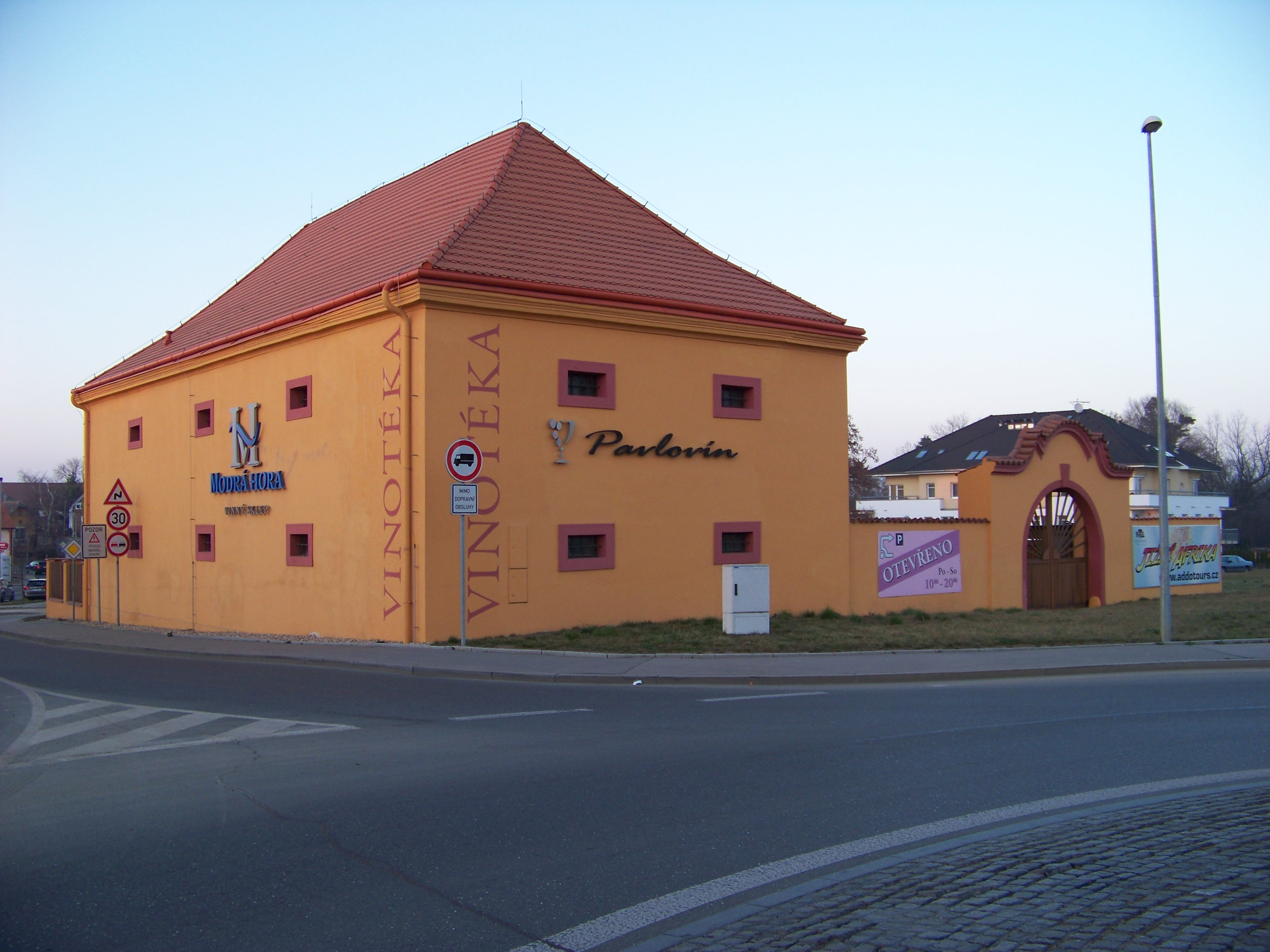
Tvrz v Pitkovicích

Roku 1545 prodali Strnadové z Tryskovic pitkovickou tvrz Ondřeji Čachovskému z Jinočan. Později se dostala zpět do vlastnictví Jana Strnada a roku 1583 (po letech poručnictví) přešla na Václava Strnada z Tryskovic.
Václav roku 1589 prodal tvrz, poplužní dvůr a ves Pitkovice Jaroslavu Smiřickému ze Smiřic a ten trvale připojil Pitkovice k Uhříněvsi. Dvůr s tvrzí se stal brzy pustým, na jeho místě vznikl ve druhé polovině 18. století vrchnostenský dvůr, jehož dochovaná sýpka a brána jsou památkově chráněny.

## Rodový erb
Erb Strnadů z Tryskovic tvoří modrý štít, v němž je zobrazena paže držící sekyru s červeným ostřím na zlatě vyvedeném toporu. Štít nese přilbu s modro-stříbrným krytím a klenot, který tvoří ptáček (strnad) v přirozených barvách.